# Chiang Mai Night Safari

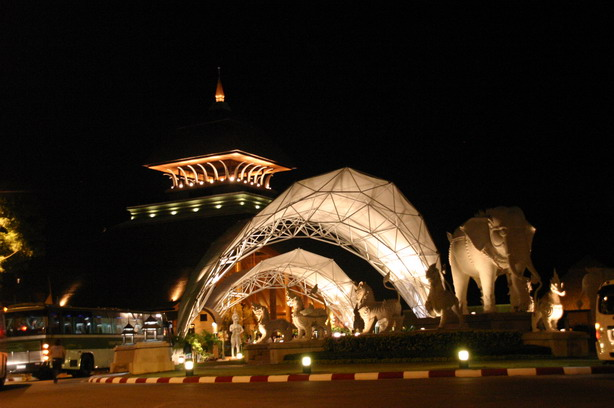
Главный вход парка

Chiang Mai Night Safari (тайск. เชียงใหม่ไนท์ซาฟารี) — зоологический природный парк национального масштаба в Чиангмае, втором крупнейшем городе Таиланда. Сафари управляется компанией Pinkanakorn Development Agency, которая подчиняется премьер-министру страны. Сафари было открыто в 2006 году во время проведения Royal Flora Expo 2006 с целью популяризации туризма в Чиангмай. Это второй по величине ночной природный парк после Night Safari в Сингапуре.
На сегодняшний день основным техническим сооружением парка является композиция, которая состоит более чем из тысячи разнообразных фонтанов, сотен прожекторов подсветки, водного экрана, акустического музыкального сопровождения, и занимает площадь в 217 квадратных метров.